# میشل یارگالسایکهان
میشل یارگالسایکهان (لهستانی: Misheel Jargalsaikhan؛ زادهٔ ۹ نوامبر ۱۹۸۸) بازیگر اهل لهستان است.
وی زادهٔ اولان‌باتور در مغولستان است و در سن ۳ سالگی با والدینش به خوینیتسه در لهستان مهاجرت کرد.
از فیلم‌ها یا مجموعه‌های تلویزیونی که وی در آن‌ها نقش داشته‌است، می‌توان به اولا بی‌ریخته و خانواده جایگزین اشاره نمود.